# Папа Ландо
Папа Ландо (умро 914.) је био 121. папа римокатоличке цркве од 913. до 914. године. О његовом понтификату готово да нема никаквих података. 

## Биографија
Папа Ландо је на папској столици наследио Анастасија III јула или новембра 913. године. На њој се налазио до своје смрти. Као и остале папе овог периода, није познат тачан датум устоличења ни папе Ланда. Период папске историје од 904. до 964. године познат је као Saeculum obscurum. Ландо је био претпоследњи папа који је носио име које није носио ни један његов претходник. Следећи такав је папа Фрања (од 2013). Ландо је и током понтификата носио име које је добио на рођењу. Према Liber pontificalis-у Ландо је рођен у Сабини. Његов отац звао се Таино. Из истог извора сазнајемо да је понтификат папе Ланда трајао свега четири месеца и двадесет два дана. Други препис Liber pontificalis-а из опатије Фарфа, кога је саставио Григорије од Катина у 12. веку, бележи да је Ландов понтификат трајао шест месеци и двадесет шест дана. Хроничар Флодоард пише да је Ландо на папској столици био шест месеци и десет дана. Последњи пут у изворима Ландо се помиње 5. фебруара 914. године у документу из Равене. Умро је између 5. фебруара и почетка априла када је устоличен Јован X. Током Ландовог понтификата Теофилакт X од Тускулума био је најмоћнија личност у Риму. Као и његов претходник Анастасије, и Ландо је био под његовим утицајем. Теофилакт је контролисао папске финансије, сенат и римску милицију. Током Ландовог понтификата Арабљани су из свог упоришта на реци Гариљано предузели пљачкашки поход на Сабину. Ландо је преживео овај напад. 